# سبنسر لوك
سبنسر لوك (بالإنجليزية: Spencer Locke)‏ هي ممثلة أمريكية ظهرت بعدد من الأفلام اهمها الشر المقيم.

## افلام
- المنزل المتوحش (فيلم)
- ريزدنت إيفل: إكستنشن
- ريزدنت إيفل: أفتر لايف

### تلفاز
- دون أثر
- ذاتس سو رايفن
- سي إس آي: ميامي
- ن سي أي س

## وصلات خارجية
- سبنسر لوك على موقع IMDb (الإنجليزية)
- سبنسر لوك على موقع ألو سيني (الفرنسية)
- سبنسر لوك على موقع أول موفي (الإنجليزية)
- سبنسر لوك على موقع قاعدة بيانات الأفلام السويدية (السويدية)
- سبنسر لوك على موقع قاعدة بيانات الفيلم (الإنجليزية)
- سبنسر لوك على موقع كينوبويسك (الروسية)